# مجموعة المستشارين العلميين الفخريين
مجموعة المستشارين العلميين الفخريين (بالإسبانية: Grupo Asesor Científico Honorario، واختصارًا GACH) كانت لجنة استشارية أنشأها الرئيس لويس لاكال بو في أبريل 2020، كمجموعة دعم في أعقاب جائحة كوفيد-19 في أوروغواي.
في 17 أبريل 2020، عندما سجلت أوروغواي عددًا كبيرًا من المصابين (508)،  أعلن الرئيس لاكال بو أن إدارته قررت إنشاء المجموعة، التي تتألف من خبراء، بهدف تحديد الأساليب والدراسات لتقديم المشورة للحكومة. وكان من أبرز خبرائها: فرناندو باغانيني، عالم رياضيات ومهندس كهربائي وأكاديمي في أكاديمية أمريكا اللاتينية للعلوم؛ الدكتور رافائيل رادي، أول عالم أوروغواياني في الأكاديمية الوطنية للعلوم في الولايات المتحدة ورئيس الأكاديمية الوطنية للعلوم في أوروغواي؛ والدكتور هنري كوهين، رئيس الأكاديمية الوطنية للطب والحاصل على لقب "ماستر" من قبل المنظمة العالمية لأمراض الجهاز الهضمي في عام 2019.
في منتصف يونيو 2021، نُشر كتاب بعنوان Todo un país detrás للكاتب بابلو كوهين، يتناول جميع أنشطة مجموعة GACH.